# Arroyo El Tepeguaje
El Arroyo El Tepeguaje es un flujo de agua intermitente o transitorio del centro del estado de Sonora, ubicado en el noroeste de México, el arroyo fluye de este a oeste. Tiene una longitud próxima a los 15 km.
Nace en la Sierra de Aconchi, en noroeste del territorio del municipio homónimo a la sierra, en las faldas de la mesa que se forma entre los cerros Navarro y Picacho Alto La Bonancita. En su recorrido fluye hasta llegar al municipio de Rayón, Pertenece a la cuenca hidrológica del río Sonora, y a la subcuenca del río San Miguel río en el que desemboca en el pueblo de Rayón.